# Bampton Castle (Devon)

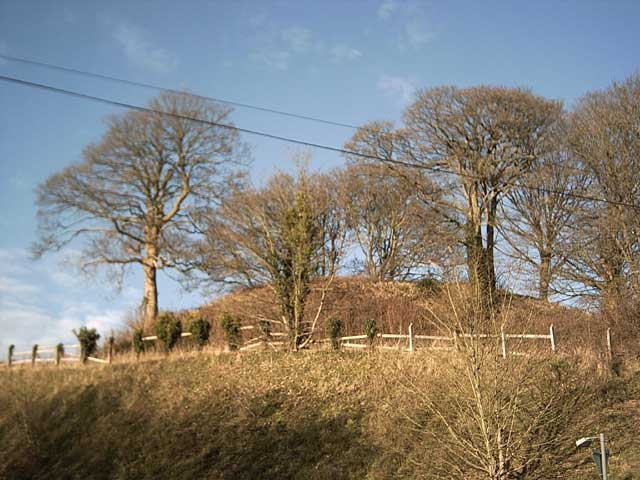
Überreste der Motte Bampton Castle

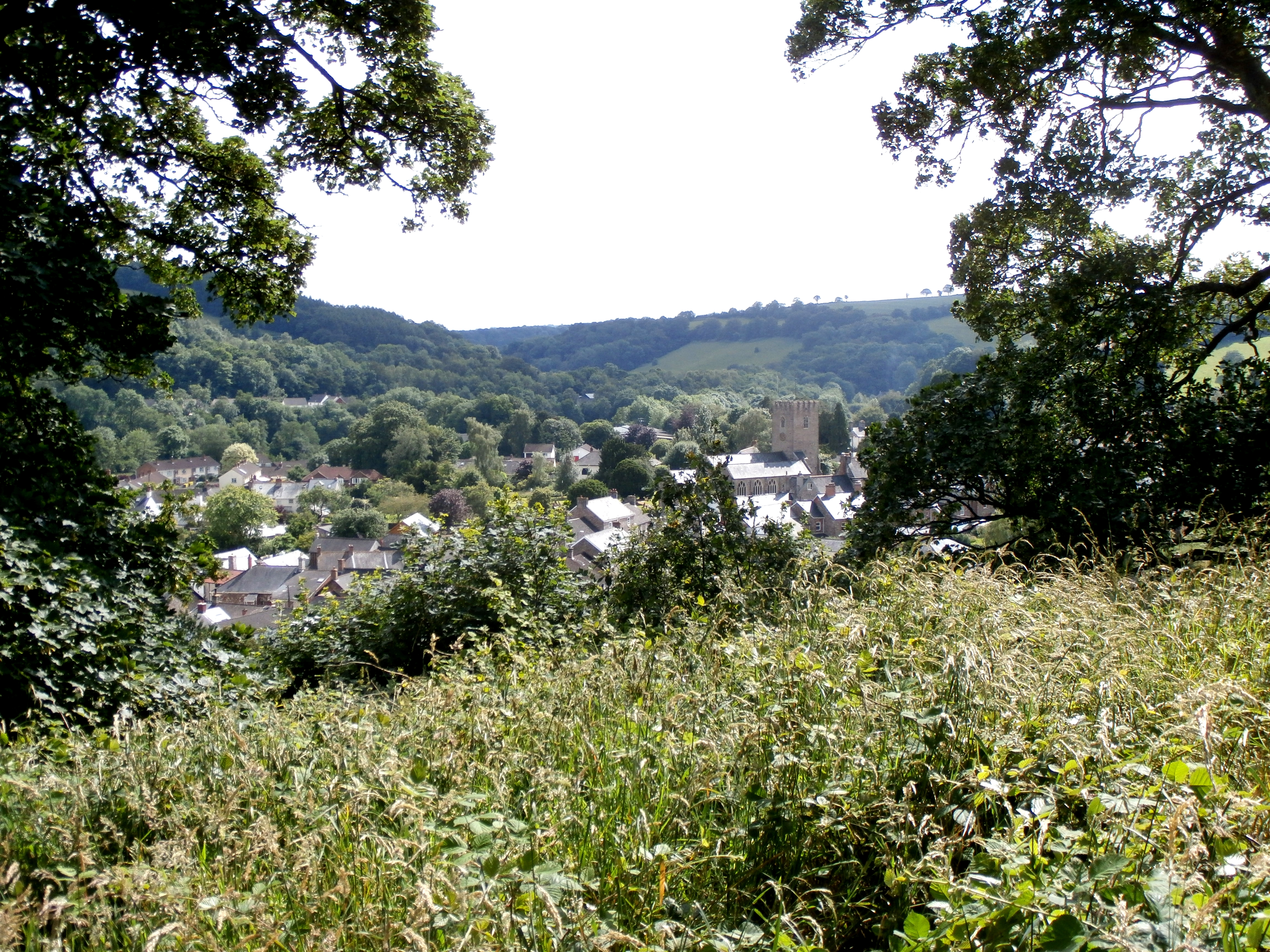
Blick von der Motte Richtung Südwesten zum Dorf Bampton und seiner Kirche

Bampton Castle war eine Motte beim Dorf Bampton in der englischen Grafschaft Devon. Dort war der Sitz der Baronie Bampton.

## Geschichte
In angelsächsischer Zeit wurde auf dem Gelände ein Mound errichtet. Darauf bauten die Normannen um 1067 eine hölzerne Burg, um ihre Landgewinne während der Eroberung Englands nach der Schlacht bei Hastings 1066 zu sichern. 1136 wurde diese Burg von den Truppen König Stephans belagert und niedergebrannt. Später wurde ein steinernes Herrenhaus auf der Motte errichtet und 1336 erhielt der damalige Grundherr, Richard Cogan, eine königliche Lizenz zur Befestigung (engl.: „Licence to Crenellate“) und ließ es von einer gemauerten Steinmauer umgeben. Vermutlich stürzte 1607 ein Teil des Gebäudes bei einem Erdbeben ein. In der Folge wurden die steinernen Bauten entfernt, aber die Motte ist als gut sichtbarer Hügel bis heute am Ortsrand erhalten.